# アエロスール航空
アエロスール航空（西: Compañía Boliviana de Transporte Aéreo Privado Aerosur, S.A.）は、ボリビアのサンタ・クルスに本社を置くかつて国内最大であった航空会社。国内線の他、南北アメリカ・ヨーロッパへの国際線を運航していた。
2012年5月17日に運航停止した。

## 概要

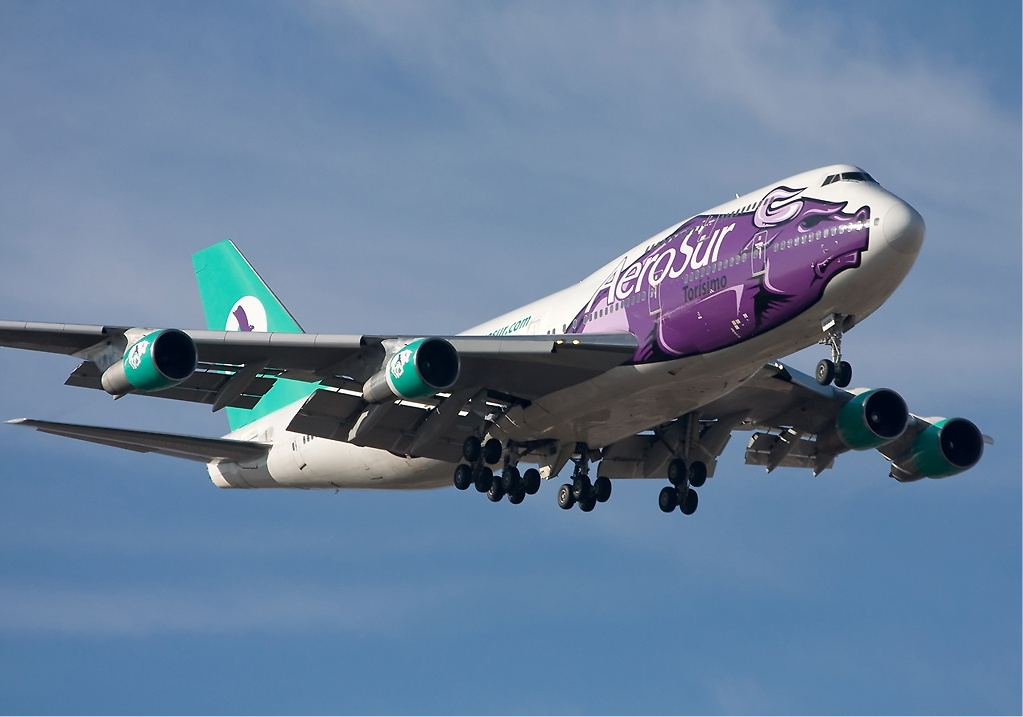
アエロスールのB747-300

1992年に会社設立し、同年の8月にサンタ・クルスとポトシの間で初運航を行った。それまで、ボリビア国内の航空事業は、国営のLAB航空に独占されていたが、規制緩和により航空事業に参入した。
LAB航空の倒産・消滅によって市場を独占するが、2009年に発足した国営のボリビアーナ航空が参入したため、厳しい競争を強いられる。
その後2年間にわたり安定した運行を続けていたが、税金未納を理由に2012年3月14日に国税当局が国内売上の100％を差し押さえる。業績は徐々に悪化し、同年5月17日の臨時便運行を以って運航停止状態となった。

## かつての就航都市
ボリビア国内
- コビハ、コチャバンバ、ラパス、プエルト・スアーレス、サンタ・クルス、スクレ、タリハ

南アメリカ
- アルゼンチン：ブエノスアイレス、サルタ、サン・ミゲル・デ・トゥクマン
- ブラジル：サンパウロ
- パラグアイ：アスンシオン
- ペルー：クスコ、リマ、アレキパ（2012年2月就航予定）

北アメリカ・カリブ海
- アメリカ合衆国：マイアミ、ワシントンD.C
- キューバ：ハバナ
- メキシコ：メキシコシティ
- パナマ：シウダ・デ・パナマ

ヨーロッパ
- スペイン：バルセロナ、マドリード

## 機材
2012年7月現在
- ボーイング737-300：2機
- ボーイング747-400：1機